# Day Shift
Pour plus de détails, voir Fiche technique et Distribution.
Day Shift est un film américain réalisé par J. J. Perry et sorti en 2022.

## Synopsis
Bud Jablonski mène une vie en apparence tout à fait normale. Il habite dans la vallée de San Fernando en Californie où il est employé dans une entreprise de nettoyage de piscine. Il travaille avec acharnement pour offrir une belle vie à sa fille, âgée de huit ans. Mais en secret, à la nuit tombée, Bud va chasser les vampires.

## Fiche technique
Sauf indication contraire, les informations mentionnées dans cette section peuvent être confirmées par la base de données cinématographiques IMDb,  présente dans la section « Liens externes ».
- Titre original : Day Shift
- Réalisation : J. J. Perry
- Scénario : Tyler Tice et Shay Hatten
- Musique : Tyler Bates
- Décors : Greg Berry
- Costumes : Kelli Jones
- Photographie : Toby Oliver
- Montage : Paul Harb
- Production : Shaun Redick, Yvette Yates Redick, Jason Spitz et Chad Stahelski

Producteurs délégués : Peter Baxter, Jamie Foxx, Charles J.D. Schlissel, Datari Turner et Alex Young
- Sociétés de production : 87Eleven Entertainment et Impossible Dream Entertainment
- Société de distribution : Netflix
- Budget : n/a
- Pays de production :  États-Unis
- Langue originale : anglais
- Format : couleur
- Genre : Comédie horrifique, fantastique et action
- Durée : 113 minutes
- Dates de sortie[1] :
  - Monde : 12 août 2022
- Classification[2] :
  - États-Unis : R - Restricted
  - Interdit aux moins de 12 ans en France
  - Interdit aux moins de 13 ans au Quebec

## Distribution
- Jamie Foxx (VF : Jean-Baptiste Anoumon) : Bud Jablonski
- Dave Franco (VF : Yoann Sover) : Seth
- Natasha Liu Bordizzo (VF : Rebecca Benhamour) : Heather
- Meagan Good (VF : Fily Keita) : Jocelyn Jablonski
- Karla Souza (VF : Audrey Sourdive) : Audrey San Fernando
- Steve Howey (VF : Bertrand Suarez-Pazos) : Mike Nazarian
- Scott Adkins (VF : Pablo Penamaria) : Diran Nazarian
- Snoop Dogg (VF : Sidney Kotto) : Big John Elliott
- Oliver Masucci (VF : Yann Guillemot) : Klaus
- Peter Stormare (VF : Éric Peter) : Troy
- Eric Lange (VF : Frédéric Popovic) : Ralph Seeger
- Zion Broadnax : Paige Jablonski

## Production
Il s'agit du premier long métrage réalisé par J. J. Perry, qui officiait avant comme réalisateur de la seconde équipe sur de nombreux films d'action. Le script est écrit par Tyler Tice puis réécrit par Shay Hatten. Le film est produit par Chad Stahelski, Jason Spitz, Jamie Foxx, Shaun Redick Yvette Yates Redick, Datari Turner et Peter Baxter. Netflix révèle l'existence du projet en octobre 2020 en annonçant la participation de Jamie Foxx. Les autres acteurs sont annoncés en avril 2021,.
Le tournage a lieu à Los Angeles courant 2021. Il se déroule également en Géorgie, notamment à Duluth,.